# آباک
آباک (به لاتین: Abak) یک سکونتگاه مسکونی در نیجریه با جمعیت ۱۳۹٬۰۹۰ نفر است که در اکوا ایبوم استیت واقع شده‌است.